# Moramanga (distrito)

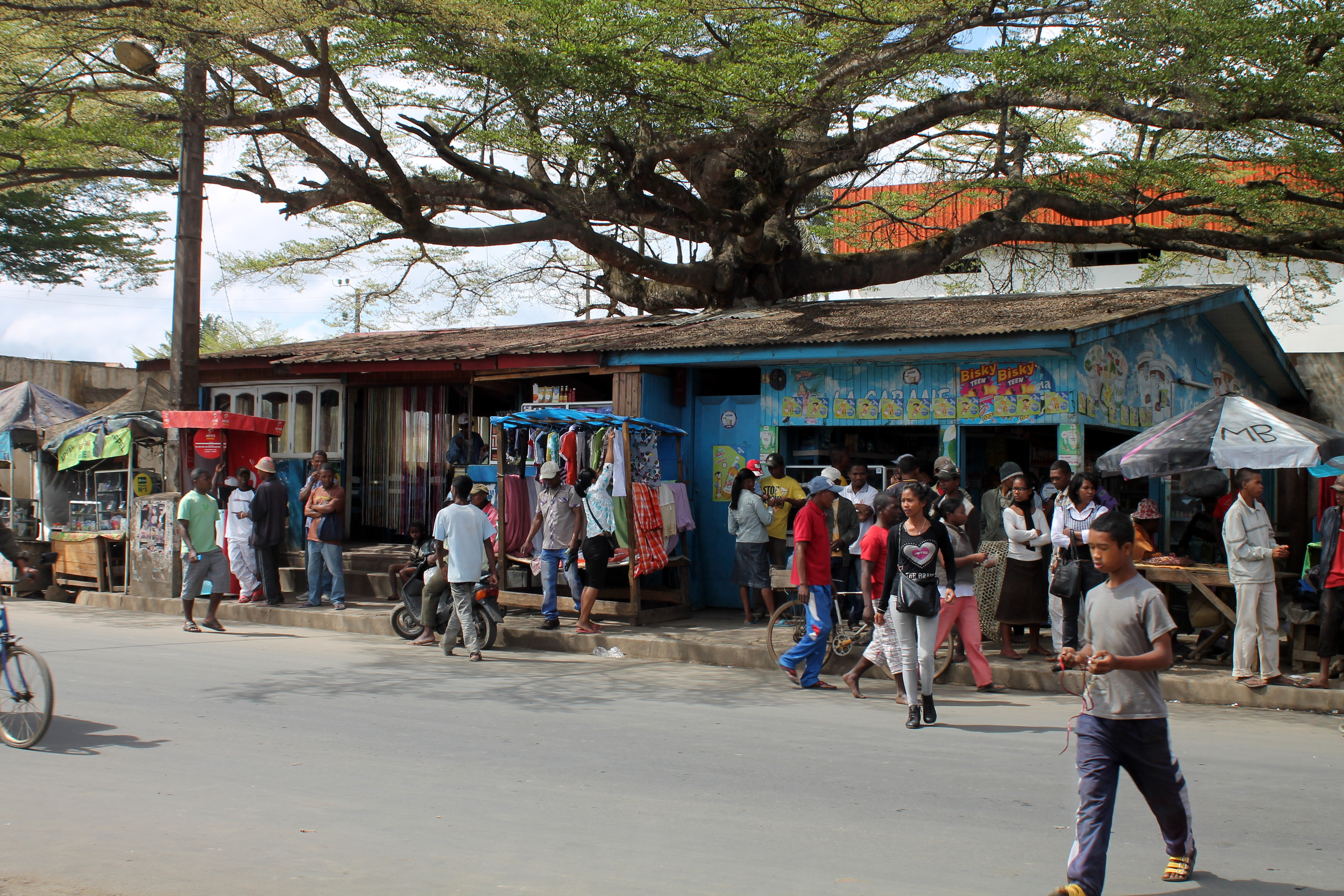
Moramanga, distrito de Madagáscar

O distrito de Moramanga é um distrito da região de Alaotra-Mangoro, em Madagáscar. Sua capital é uma cidade de mesmo nome, Moramanga.
Está situado entre a capital Antananarivo e a costa leste no cruzamento da RN 2 e RN 44 . O nome Moranmanga tem origem no comércio de escravos. Para diferenciá-los de outras classes sociais, eles se vestiam de azul ou manga . Como estavam entre as ( mora ) mais baratas da África, passou a ser Moramanga.

## Comunas
O distrito é dividido em 22 comunas:
- Ambatovola
- Amboasary Gara
- Ambohidronono
- Ampasipotsy Gare
- Ampasipotsy Mandialaza
- Andaingo
- Andasibe
- Anosibe Ifody
- Antanandava
- Antaniditra
- Beforona
- Belavabary
- Beparasy
- Fierenana
- Lakato
- Mandialaza
- Moramanga
- Subúrbio de Moramanga
- Morarano Gare
- Sabotsy Anjiro
- Vodiriana